# بيرسيفال بيكرينغ
بيرسيفال بيكرينغ (بالإنجليزية: Percival Pickering)‏ (8 فبراير 1810 بلندن في الإمبراطورية الرومانية - 7 أغسطس 1876 في المملكة المتحدة) هو محام بالقضاء العالي ولاعب كريكت بريطاني (وحمل سابقاً جنسية المملكة المتحدة لبريطانيا العظمى وأيرلندا).

## وصلات خارجية
- بيرسيفال بيكرينغ على موقع إي آس بي آن كريك إنفو (الإنجليزية)